# 무 (정위)
무(武, ? ~ ?)는 전한 중기의 관료이다. ‘무’는 이름자로, 성씨는 알 수 없다.

## 행적
건원 5년(기원전 136년), 정위에 임명되었다.

## 출전
- 반고, 《한서》권19하 백관공경표 下

| 전임 건 | 전한의 정위 기원전 136년 ~ 기원전 135년? | 후임 은 |